# Centrolaphria columbiana
Centrolaphria columbiana är en tvåvingeart som beskrevs av Günther Enderlein 1914. Centrolaphria columbiana ingår i släktet Centrolaphria och familjen rovflugor.
Artens utbredningsområde är Colombia. Inga underarter finns listade i Catalogue of Life.